# Filipa
Filipa nebo též Filipína je křestní jméno řeckého původu, ženská varianta jména Filip. Význam jména je „milovnice koní“, či „přítelkyně koní,“ neboť jde o spřežku řeckých slov φιλειν [filein], čili milovat a ό ίππο [hó hipó], tedy kůň. Jméno se používá častěji v jiných zemích než v Česku.
Jméno bylo v 18. a 19. století v Česku častější spíše v podobě Filipína – ve formě Phillipina bylo zapisováno v latinských a posléze v německých matrikách. Na celém území Česka bylo poměrně vzácné, v některých lokalitách (např. okolí Náměště nad Oslavou a Mohelna) se však dočkalo značné obliby. Nyní je běžnější kratší forma Filipa.

## Domácké podoby
Filipka, Filipína, Filipínka, Filuška

## Zahraniční varianty
- Filipa – slovensky, polsky, švédsky, srbochorvatsky
- Filipina – polsky
- Philippa – německy, anglicky, nizozemsky, švédsky
- Filippa – italsky, rusky, řecky
- Felipa – španělsky
- Philippine – francouzsky
- Filippija – rusky

## Známé nositelky
- Filipa Anglická
- Filipa Lucemburská
- Filipa z Hainault
- Filipa z Lancasteru
- Filipa z Toulouse

- Filippa Berry Smith, grafička a webová návrhářka
- Philippa Boyens, novozélandská scenáristka
- Filippa Blažková, dcera herce Filipa Blažka
- Philippa Coulthard, australská herečka
- Philippa Carr, britská spisovatelka
- Filippa Eilhart, čarodějka ze světa Zaklínače
- Philippa Funnell, jezdec
- Filippa Giordano, italská zpěvačka
- Philippa Gregory, anglická spisovatelka
- Filippa Hamilton, švédsko-francouzská modelka
- Filippa Idéhn, švédská házenkářka
- Philippa Jones, umělec a spisovatelka
- Philippa Langley, skotská scenáristka
- Philippa Marrack, anglická bioložka
- Pippa Middleton, sestra hraběnky a kněžny Catherine z Cambridge
- Philippa Nikulinsky, umělec a botanická ilustrátorka ze Západní Austrálie
- Filippa Piuggi, návrhářka tašek z New York City
- Philippa Perry, psychoterapeutka
- Filippa Rådin, návrhářka
- Filippa Reinfeldt, švédský politik
- Filippa Suenson, dánská herečka
- Philippa Schuyler, americký dětský génius a pianistka
- Philippa Thomas, britská moderátorka zpráv a novinářka

- Pina Bauschová, vlastním jménem Philippine Bausch, německá tanečnice a choreografka
- Filipína Braniborsko-Schwedtská, německá šlechtična
- Filipína Cimrová, česká herečka
- Filipína Marie z Lamberka, rakouská šlechtična
- Philippine Leroy-Beaulieu, francouzská herečka
- Filipína Alžběta Orleánská, francouzská šlechtična
- Filipína Šarlota Pruská, německá šlechtična
- Filipína Welserová, rakouská šlechtična